# Disciples II: Rise of the Elves
Disciples II: Rise of the Elves — третье и последнее дополнение к пошаговой стратегии Disciples II: Dark Prophecy для PC от Strategy First.
В 2005 году компанией Stardock дополнение было переиздано в составе сборника Disciples II: Gold Edition.
В России дополнение Disciples II: Rise of the Elves было локализовано компанией «Руссобит-М», как Disciples II: Восстание Эльфов и выпущено в составе сборника Disciples II: Летопись Вселенной. Позднее компанией «Акелла» Disciples II: Rise of the Elves был выпущен в составе трех сборников: Disciples Gold, Disciples World, и Disciples II: Rise of the Elves Gold.

## Обзор
Disciples II: Rise of the Elves добавляет в игру новую игровую расу — эльфов и кампанию за новую расу.
Эльфийский Альянс — объединение первых разумных существ в Невендааре. Хотя между дикими и благородными эльфами существует много разногласий, в момент опасности они забывают старые обиды и вместе дают отпор врагу. Кентавры из глубин лесов поклялись в верности королеве Иллюмиэль. Сама королева остаётся в столице и оберегает её от врагов Альянса. Эльфы используют ману леса, причём привнесение нового источника маны не отразилось на заклинаниях остальных рас.

## Сюжет
Долгое время после смерти Лак’лаана, своего пророка и аватара Галлеан не являлся эльфийскому народу. За это время разногласия между благородными и дикими эльфами не раз приводили к конфликтам. Но вот одна из эльфиек-оракулов является в столицу с вестью — Галлеан вновь заговорил со своими детьми. Бог призывает всех эльфов объединиться и отдаёт им приказ — пойти войной на Империю, с которой эльфы долгое время были в мире, и отбить город Темперанс, некогда возведённый с помощью эльфов и служащий символом союза между Империей и Эльфийским Альянсом. Разрешить конфликт людей и эльфов дипломатическим путём не удаётся; начинается великое Восстание Эльфов. Выступившие на стороне Империи Горные Кланы терпят жестокое поражение и уходят в подгорные пещеры; их королева Яата’Халли гибнет от руки пророчицы, направляемой Галлеаном. Объединившиеся для решающей битвы кланы эльфов осаждают Темперанс. Защиту города по приказу императора Эмри возглавляют гном-механик Гумтик Кровавый и рыцарь Сир Аллемон, но ожесточённое сопротивление не останавливает эльфов, вновь, впервые за много лет, слышащих голос Галлеана.
Оракул Миллу, передающая эльфам волю Галлеана, на протяжении всей кампании обращает внимание, что голос бога как бы двоится, словно в Галлеане одновременно уживаются две сущности — добрая и злая. Таким образом подозрение, что Галлеан повредился рассудком после событий, описанных в Disciples II: Servants of the Dark, находит себе косвенное подтверждение.
Следующая игра в серии — Disciples III: Renaissance.

### Дополнительные сценарии
- Дрега Зул рассказывает историю о полудевушке-полунежити Дрега Зул, стремящуююся уничтожить своего создателя, безумного носферату Крат’Ду.
- Ваглан 1 — Высокогорье и Ваглан 2 — Предательство повествует о горце Ваглане, о его вмешательстве в войну Империи и Легионов.

## Оценки
| Сводный рейтинг | Сводный рейтинг |
| Агрегатор       | Оценка          |
| --------------- | --------------- |
| GameRankings    | 74,30 %         |